# VCenter
vCenter Server es la herramienta de gestión centralizada para VMware, utilizada para gestionar máquinas virtuales, múltiples hosts ESXi y todos los componentes dependientes desde una única ubicación centralizada.
VMware vMotion y svMotion requieren el uso de hosts vCenter y ESXi.

## vMotion (migración en vivo)
La migración en vivo (vMotion) en ESX permite que una máquina virtual se mueva entre dos hosts diferentes. La migración de almacenamiento en vivo (Storage vMotion) permite la migración en vivo de discos virtuales sobre la marcha.
Durante la migración en vivo con vMotion (vLM), la memoria RAM de la máquina virtual se envía desde la máquina virtual en ejecución a la nueva máquina virtual (la instancia en otro host que se convertirá en la máquina virtual en ejecución después de la vLM). El contenido de la memoria, por su naturaleza, cambia constantemente. ESX utiliza un sistema en el que el contenido se envía a la otra máquina virtual y luego verifica qué datos han cambiado y los envía nuevamente, cada vez en bloques más pequeños. En el último momento, la máquina virtual existente se "congela" muy brevemente, se transfieren los últimos cambios en el contenido de la RAM y luego se inicia la nueva máquina virtual. El efecto previsto de este proceso es minimizar el tiempo durante el cual la máquina virtual está suspendida; en el mejor de los casos, este será el tiempo de la transferencia final más el tiempo necesario para iniciar la nueva máquina virtual.

## svMotion (Storage vMotion)
svMotion permite la migración en vivo de discos virtuales y sus directorios principales sin ningún tiempo de inactividad. svMotion utiliza un controlador espejo para copiar discos duros virtuales y/o el directorio principal desde los almacenes de datos de origen a los de destino simultáneamente, lo que mantiene todo sincronizado hasta que la operación de svMotion se completa en el destino, momento en el que se eliminan los datos de origen.
La ejecución de svMotion afecta el rendimiento: de lectura en el origen y de escritura en el destino. Esto se puede verificar a través de esxtop. Si VAAI está habilitado en los hosts ESXi y en el array de almacenamiento, descargará la operación de migración de svMotion al array en lugar de pasar por VMkernel, lo que aumenta la velocidad de migración.